# Albino González Menéndez-Reigada
Albino González Menéndez-Reigada, O.P., (Corias, Cangas del Tineo, Asturias, 18 de enero de 1881 - Córdoba, 13 de agosto de 1958) fue un obispo y fraile dominico español. Ocupó los cargos de obispo de Tenerife (1925-1946) y obispo de Córdoba (1946-1958). Destacó por su labor social y el impulso que dio a ciertas infraestructuras.

## Biografía
Es hermano del también sacerdote y religioso dominico Ignacio González Menéndez-Reigada, que fue profesor de Filosofía, Griego y Hebreo en Corias, y de Teología en Salamanca, además de director de la revista La Vida Sobrenatural entre 1928 y 1933. 

### Vida religiosa y formación
En 1896 ingresa en la Orden de Predicadores en el Convento de San Juan de su municipio natal, realizando su profesión religiosa en 1897. Allí cursa estudios de Humanidades, Lenguas clásicas y Filosofía. Posteriormente es enviado a Salamanca, donde se licencia en Filosofía y Letras y en Derecho en la Universidad de Salamanca, y en Sagrada Teología en la Facultad Teológica de San Esteban de Salamanca. Entonces es enviado a Madrid, donde obtiene los doctorados en las tres disciplinas: Filosofía, Teología y Derecho civil.  

### Sacerdocio
Fue ordenado sacerdote en 1906 en Valladolid, con veinticinco años de edad. 
Becado por la Universidad de Salamanca es enviado a Roma -para ampliar estudios en la Universidad de Roma (1910-1911)- y a Berlín, donde cursa estudios de Filología de las Lenguas Neolatinas en la Universidad de Berlín (1911-1912). Su gran facilidad para los idiomas le permitió expresarse y hablar con soltura francés, inglés, italiano, griego y latín. También realizará estancias de estudio e investigación en la Universidad de Friburgo y otras universidades de Suiza. Recibió el título de Maestro en Sagrada Teología, el mayor título académico concedido por la Orden de Predicadores. Fue director de la revista La Ciencia Tomista desde 1913 hasta 1915, sucediendo en el cargo a Fr. Luis G. Alonso Getino, O.P., que le sucedió a él a su vez en 1915.  

## Episcopado

### Obispo de Tenerife

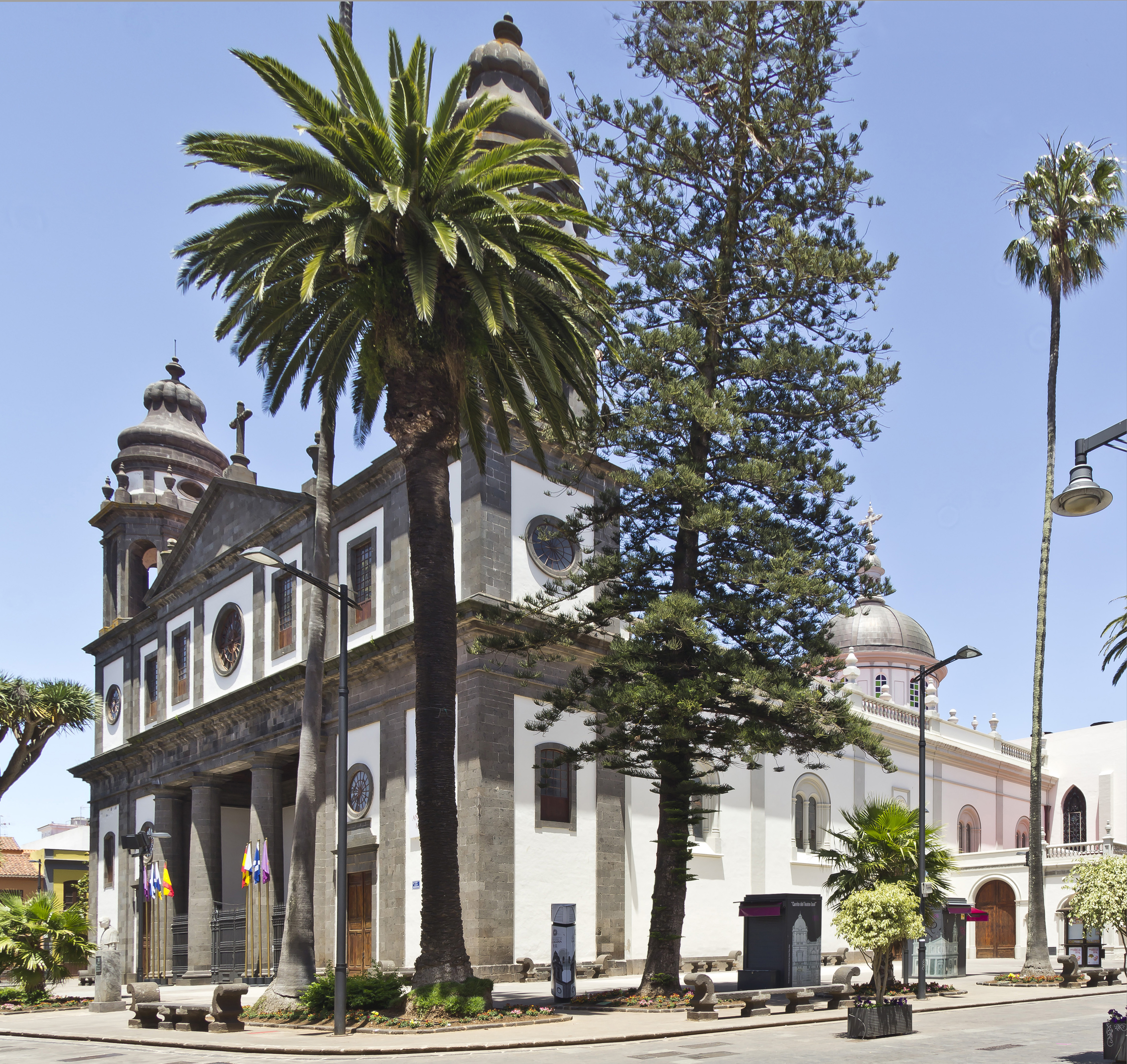
Plaza de la Catedral de La Laguna en Tenerife, llamada también Plaza Fray Albino.

Fue nombrado obispo de Tenerife, el 8 de diciembre de 1924 el papa Pío XI. Fue consagrado en Madrid el 19 de julio de 1925. Tomó posesión por poder D. Santiago Beyro y Martín, el 1º de agosto. El 10 de agosto de 1925 hizo su entrada en la Diócesis. El 29 de junio de 1935 fue co-consagrante en la ordenación episcopal de su hermano de hábito Francisco Barbado Viejo, O.P.
Con el inicio de la Guerra Civil Española se adhirió inmediatamente al bando sublevado, firmando la Carta colectiva de los obispos españoles con motivo de la guerra en España, que había sido redactada por el arzobispo de Toledo Isidro Gomá. En su Catecismo Patriótico Español se referirá al alzamiento como "gloriosa Cruzada". Unos años después, en 1946, llegó a afirmar que Franco era un "enviado de Dios" para hacer frente a los enemigos de España.
Durante su pontificado el 7 de junio de 1941 el cardenal Tedeschini coronó solemnemente la Imagen de la Virgen de Las Nieves, Patrona de la Isla de la Palma. Amplió el edificio del seminario. Creó el seminario menor en 1944. Ordenó 48 sacerdotes diocesanos. 

### Obispo de Córdoba
Fue traslado a la diócesis de Córdoba. El 9 de junio de 1946 entra como obispo en la ciudad.
En Córdoba desplegó una extraordinaria labor social. Poco después de tomar posesión como obispo de la diócesis, a la vista de la gran miseria en la que vivían numerosas familias, afirmó: "Tenemos que hacer viviendas dignas para los cuerpos, templos para las almas y escuelas para educar a la infancia". Inmediatamente se puso manos a la obra:

Los números de Fray Albino en Córdoba, en los 12 años que estuvo entre nosotros, son impresionantes. Casi 5.000 viviendas entre las barriadas construidas en el Campo de la Verdad y en Cañero, con sus correspondientes equipamientos sociales (seis colegios, tres iglesias, mercados, cines, campo de deportes, economato, etc.), más de 80 templos bendecidos y más de 200 unidades escolares, dan fe de esta realidad.
Para conseguir toda esta obra creó la Asociación Benéfica La Sagrada Familia, que fue la encargada del programa de viviendas; el Patronato de Obras Sociales de San Eulogio (escuelas de aprendices, semanario Ecos, Club Deportivo San Álvaro, cuadro artístico, orfeón y rondalla); el Patronato de San Alberto Magno para la gestión de las unidades escolares; el Patronato Nuestra Señora de la Fuensanta para la atención a niños desvalidos; las Milicias de Cristo para el amparo de la niñez y juventud descarriada en la población rural, etc.

## Posiciones

### Catecismo Patriótico Español
Es autor del conocido Catecismo Patriótico Español, que fue durante unos años "de obligado aprendizaje en las escuelas" españolas. En el catecismo señalaba que eran siete los enemigos de España: "el liberalismo, la democracia, el judaísmo, la masonería, el capitalismo, el marxismo y el separatismo", exhortando a los españoles a estar en guardia contra todos ellos. Además, sostiene que el Estado español debe tener "a Dios como fuente de derechos y deberes", frente a los estados liberales y democráticos, y a los estados totalitarios materialistas y panteístas.

## Distinciones y condecoraciones
Recibió las siguientes distinciones y condecoraciones:
- Caballero esclavo de San Juan Evangelista y Santísima Resurrección de Cristo.

- Socio de mérito de la Real Sociedad Económica de Amigos del País de Tenerife

- Gran Cruz de Oro de la Cruzada de Tierra Santa.

- Capellán y caballero-secretario de la Real Maestranza de Sevilla y Ronda.

- Cruz del Mérito Civil.

- Gran Cruz de Beneficencia.

- Gran Cruz Meritísima de San Raimundo de Peñafort.

- Asistente al Solio Pontificio.

- Fue nombrado Hijo adoptivo de la ciudad de Córdoba.

- Recibió las llaves de la ciudad de Córdoba (México) de manos de su alcalde.

## Obras

### Libros
- La justicia (1922).

- La ciencia del Amor (1922).

- Catecismo patriótico español (1932).

- La guerra nacional de España ante la moral y el derecho (1938).

- Mujeres de España (1940).
- Doctrina y devoción al Amor misericordioso (1941).

- El mensaje de Fátima. Cómo se levantan los pueblos y se santifican las almas (1944).

- Directrices cristianas de ordenación social (1949).

- Justa retribución al trabajo (1949).

- El problema andaluz (1949).
- La nobleza como clase social. Sus funciones y deberes (1956).

## Sucesión
| Predecesor: Gabriel Llompart y Jaume | Obispo de San Cristóbal de la Laguna 1924-1946 | Sucesor: Domingo Pérez Cáceres                      |
| Predecesor: Adolfo Pérez Muñoz       | Obispo de Córdoba 1946-1958                    | Sucesor: Manuel Fernández-Conde García del Rebollar |